# Conraua crassipes
Conraua crassipes és una espècie de granota que viu al Camerun, República del Congo, República Democràtica del Congo, Guinea Equatorial, el Gabon, Nigèria i, possiblement també, a Angola i República Centreafricana.
Està amenaçada d'extinció per la pèrdua del seu hàbitat natural.